# Artur Wladimirowitsch Gabrieljan
Artur Wladimirowitsch Gabrieljan (FIDE-Schreibweise Gabrielian; russisch Артур Владимирович Габриелян; armenisch Արթուր Վլադիմիրի Գաբրիելյան Artur Wladimiri Gabrieljan; * 26. Dezember 1982 in Baku, Aserbaidschanische SSR) ist ein russischer Schachspieler armenischer Herkunft. Er trägt den Titel eines Großmeisters.

## Biografie
Artur Gabrieljan wurde zur Zeit der Sowjetunion in der aserbaidschanischen Hauptstadt Baku geboren, seine Familie zog jedoch anderthalb Jahre später in die Stadt Hrasdan in Armenien. Dort begann Gabrieljan im Alter von 8 Jahren unter der Anleitung des Kindertrainers Arnold Hakobdschanjan Schach zu spielen.
Im Jahr 1994 zog seine Familie in die Stadt Georgijewsk in Russland. Dort gewann er mehrfach die Meisterschaft der Region Stawropol. Später studierte Gabrieljan an der Russischen Staatlichen Universität für Sport in Moskau. Im Jahr 2002 erreichte er das Finale der Moskauer Meisterschaft, verlor jedoch gegen Wladimir Malachow. Im selben Jahr erhielt er den Titel Internationaler Meister. 2004 erreichte Gabrieljan das Finale des Internetwettbewerbs „Dos Hermanos“, 2008 wurde er Dritter bei der Moskauer Meisterschaft. Er gewann 2009 den Rektorenpreis BelGU und erreichte im selben Jahr den Titel eines Großmeisters.
Nach seinem Abschluss kehrte Gabrieljan nach Georgijewsk zurück und gewann mehrfach die Meisterschaft von Südrussland und die des Nordkaukasus. Er nahm an den Major Leagues der Russischen Meisterschaften und den Mannschaftsmeisterschaften des Landes teil, zudem an der Panarmenischen Olympiade 2010. Er qualifizierte sich für das Finale des russischen Pokals 2012.
Gabrieljan ist auch als Schachtrainer tätig. Zu seinen Schülern zählen GM Alexei Sorokin, IM Semjon Chanin, WIM Nadeschda Kostina (geb. Charmunowa), FM Alexei  Iwlew und Anna Ulanowskaja. Er lebt in Rostow am Don.
2022 unterzeichnete Gabrieljan einen offenen Brief 44 russischer Schachspieler, in dem er Wladimir Putin zum sofortigen Stopp des russischen Überfalls auf die Ukraine und zu einer friedlichen Konfliktlösung aufforderte.

## Elo-Entwicklung
| Die zur Anzeige dieser Grafik verwendete Erweiterung wurde dauerhaft deaktiviert. Wir arbeiten aktuell daran, diese und weitere betroffene Grafiken auf ein neues Format umzustellen. (Mehr dazu) |